# Ђанлука Паљука
Ђанлука Паљука (итал. Gianluca Pagliuca; 18. децембар 1966, Болоња) је бивши италијански фудбалски голман.

## Каријера
У сениорској каријери Паљука је играо за Сампдорију, Интер, Болоњу и Асколи. 
Са Сампдоријом је освојио Куп победника купова, Серију А, три пута Куп Италије и једанпут Суперкуп Италије, а такође је сезоне 1991/92. био други у Европи, када је Сампдорија поражена од Барселоне у финалу резултатом 1:0. После Светског првенства у фудбалу 1994. Паљука прелази у милански Интер. Са Интером је 1998. године освојио Куп УЕФА након победе у финалу над Лациом од 3:0.
Године 1999. Паљука напушта Интер, јер тренер Марчело Липи са собом из Јувентуса доводи голмана Анђела Перуција, и прелази у матични клуб Болоњу, за коју је играо пре почетка сениорске каријере. Након 7 година играња за Болоњу, Паљука прелази у Асколи. Дана 17. септембра 2006. на утакмици против Месине Паљука поставља рекорд по броју одиграних утакмица у Серији А као голман, претекавши Дина Зофа. На крају сезоне са 40 година завршава каријеру.

## Репрезентација
Ђанлука Паљука је био члан репрезентације Италије на Светском првенству 1990. као трећи голман репрезентације, када је Италија завршила на трећем месту. Дебитовао је за репрезентацију на пријатељском мечу против Совјетског Савеза 16. јуна 1991.
Учествовао је на Светском првенству 1994. као први голман репрезентације. На истом Светском првенству постао је први голман који је искључен из игре на Светским првенствима, то се догодило на мечу против Норвешке. Касније се током такмичења вратио у тим репрезентације која је стигла до финала где је после извођења једанаестераца изгубила од Бразила.
На следећем Светском првенству 1998. био је резервни голман репрезентације. Укупно је за репрезентацију одиграо 39 мечева.

## Успеси

### Клупски
Сампдорија
- Серија А: 1990/91.
- Куп Италије: 1987/88, 1988/89, 1993/94.
- Суперкуп Италије: 1991.
- Куп победника купова: 1990.

Интер
- Куп УЕФА: 1997/98.

### Индивидуални
- Најбољи играч сезоне у Серији А по избору часописа „Guerin Sportivo“: 1996/97, 2004/05
- Рекордер по броју одиграних утакмица у Серији А као голман